# Grande Fratello (quattordicesima edizione)
La quattordicesima edizione del reality show Grande Fratello è andata in onda in diretta in prima serata su Canale 5 dal 24 settembre al 10 dicembre 2015. È durata 78 giorni, ed è stata condotta per il nono ed ultimo anno consecutivo da Alessia Marcuzzi, affiancata dagli opinionisti Cristiano Malgioglio e Claudio Amendola.
Le vicende dei concorrenti erano trasmesse 24 ore su 24 dai canale speciali di Mediaset Premium, Premium Extra 1 e Premium Extra 2, oltre ad essere fornita gratuitamente tramite la piattaforma Mediaset e sul sito ufficiale del programma. Il day-time del programma veniva trasmesso, dal lunedì alla domenica, alle 13:40 su Italia 1 mentre una breve striscia è andata in onda alle 16:10 su Canale 5. Ulteriori pillole sono andate in onda anche su La5 e nei vari rotocalchi di Canale 5, quali Mattino Cinque, Pomeriggio Cinque e Domenica Live.
Per la prima volta in studio vi era anche una social room gestita da Chiara Tortorella. Il montepremi è stato di 200000 €, ridotto dalla cifra iniziale durante il corso del programma.
L'edizione è stata vinta da Federica Lepanto, che si è aggiudicata il montepremi di 200000 €.

## La casa
La casa del GF14 è quella dell'edizione precedente, costruita in seguito all'incendio avvenuto nel dicembre 2013, ma più grande e con nuove stanze: al posto della "cantina" vi è un "garage", mentre il confessionale ospita un divanetto per più persone.
Prima dell'inizio del programma vengono svelati i primi possibili concorrenti che per una settimana sono rinchiusi in una casa galleggiante costruita sul Tevere. Durante la prima puntata del programma vengono svelati i concorrenti ufficiali dell'edizione tra i quattro rinchiusi, Kevin e Mary.
La casa di questa edizione ha anche altre stanze particolari: il caveau, nel quale, per la prima volta, sono custoditi tutti i soldi del montepremi finale e la "stanza delle scelte", scoperta nella terza puntata, che può essere utilizzata anche per le decisioni e le riflessioni.

### Social Room
In questa edizione è stata introdotta la Social Room ovvero un’area dove blogger, tweetstar e personaggi TV commentano in diretta e soprattutto entrano nella narrazione televisiva. È dalla social room che viene trasmesso sul web quello che succede durante il fuori onda della diretta. La social room è stata gestita da Chiara Tortorella.

## Concorrenti
L'età dei concorrenti si riferisce al momento dell'ingresso nella casa.
| Concorrente               | Età     | Professione             | Luogo di nascita | Compagno di squadra  | Stato                |
| ------------------------- | ------- | ----------------------- | ---------------- | -------------------- | -------------------- |
| Federica Lepanto          | 22 anni | Studentessa             | Salerno          | Alessandro           | Vincitrice           |
| Domenico Manfredi         | 27 anni | Preparatore atletico    | Bari             | Igor e Valentina     | Secondo classificato |
| Simone Nicastri           | 25 anni | Studente                | Verbania         | Rebecca              | Terzo classificato   |
| Alessandro Calabrese      | 32 anni | Imprenditore            | Nettuno          | Federica             | Quarto classificato  |
| Kevin Ishebabi            | 23 anni | Studente, modello       | Padova           | Mary                 | Quinto classificato  |
| Jessica Vella             | 23 anni | Cameriera               | Catania          | Lidia                | Eliminata            |
| Livio Parisi              | 32 anni | Impiegato               | Napoli           | -                    | Eliminato            |
| Rebecca De Pasquale       | 36 anni | Colf, dog sitter        | Eboli            | Simone               | Eliminata            |
| Diego Ianniello           | 29 anni | Personal trainer        | Roma             | Verdiana             | Eliminato            |
| Luigi Tuccillo            | 38 anni | Scrittore               | Napoli           | Peppe                | Eliminato            |
| Valentina Bonariva        | 26 anni | Ballerina, modella      | Solaro           | Igor e Manfredi      | Eliminata            |
| Barbara Donadio           | 27 anni | Modella, hostess        | Viareggio        | Rossella             | Eliminata            |
| Rossella Intellicato      | 29 anni | Imprenditrice           | Torino           | Barbara              | Eliminata            |
| Verdiana Fanzone          | 27 anni | Manager di un fast food | Caltagirone      | Giovanni e Diego     | Eliminata            |
| Lidia Vella               | 23 anni | Cameriera               | Catania          | Jessica              | Eliminata            |
| Maria "Mary" Falconieri   | 23 anni | Studentessa             | Nardò            | Kevin                | Eliminata            |
| Igor Di Giovanni          | 26 anni | Imprenditore            | Kiev             | Manfredi e Valentina | Eliminato            |
| Giovanni Angiolini        | 34 anni | Ortopedico              | Sassari          | Verdiana             | Ritirato             |
| Giuseppe "Peppe" Tuccillo | 41 anni | Fotografo               | Napoli           | Luigi                | Eliminato            |

- Nota: I concorrenti di questa edizione avevano un'età compresa tra i 22 e i 41 anni. Questa volta ogni concorrente poteva portare una persona con sé, entrando in coppia o addirittura in terzetto, mentre se nel caso si fosse presentato da solo era il Grande Fratello ad accoppiarlo: tuttavia, a discapito di questa regola, il vincitore del montepremi sarebbe stato solamente uno.

### Ospiti
Questa edizione è caratterizzata dalla presenza frequente di ospiti, che rimangono nella casa solitamente per una settimana ciascuno, ad esclusione di Livio che è divenuto poi un concorrente ufficiale.
| Ospiti          | Nome nella casa   | Permanenza       | Segreto/Missione | Esito |
| --------------- | ----------------- | ---------------- | --- | ----- |
| Arianna e Marco | Arianna e Marco   | Giorni 8-15      | Segreto: entrambi avevano effettuato il percorso di transizione di genere ed erano sposati                                                             |       |
| Rocco Siffredi  | Rocco Siffredi    | Giorni 29-31, 36 | Missione: fare una classifica delle persone più sexy e quelle meno sexy                                                                                |       |
| Anna e Yuri     | Anna e Yury       | Giorni 36-43     | Segreto: Anna e Yuri fanno finta di essere due fidanzati, invece sono madre e figlio                                                                   |       |
| Livio           | Francesco         | Giorni 43-50     | Segreto: Livio deve fare finta di chiamarsi Francesco, ma in realtà è l'ex fidanzato di Barbara. Dopodiché Livio è diventato un concorrente ufficiale. |       |
| Luca e Giulia   | Riccardo e Giulia | Giorni 50-57     | Segreto: Luca deve fare finta di chiamarsi Riccardo ed essere fidanzato con Giulia, ma in realtà è il reale fidanzato di Valentina                     |       |
| Marco           | Nicola            | Giorni 57-64     | Segreto: Marco deve fingere di chiamarsi Nicola e non aver mai conosciuto nessun concorrente del programma, ma in realtà è il fratellastro di Simone   |       |
| Desirèe Popper  | Desirèe Popper    | Giorni 64-71     | Missione: Desirè deve fare finta di essere molto interessata a Livio e "conquistarlo" con la complicità di tutti gli altri maschi della casa.          |       |

## Tabella delle nomination
Fino alla settima settimana compresa, le nomination sono di coppia: ogni coppia nomina altre due coppie; la prima scelta vale 2 punti e dunque pesa di più, la seconda 1. All'interno di ogni coppia sono i concorrenti stessi a decidere chi singolarmente affronta il televoto.
A partire dall'ottava settimana, invece, le coppie vengono definitivamente sciolte e le nomination si svolgono con lo stesso meccanismo di votazioni.

|             |                               | Settimana 2                      | Settimana 2                   | Settimana 3                                 | Settimana 3                   | Settimana 4                              | Settimana 4            | Settimana 5                              | Settimana 5             | Settimana 6            | Settimana 6                              | Settimana 6                | Settimana 7                | Settimana 7                | Settimana 7                  | Settimana 7               | Settimana 8                | Settimana 8                               | Settimana 8                               | Settimana 9             | Settimana 9                            | Settimana 9                            | Settimana 10               | Settimana 10                   | Settimana 10                   | Settimana 11              | Settimana 11              | Ultima settimana                          | Ultima settimana                          | Numero totale di nomination |
| ----------- | ----------------------------- | -------------------------------- | ----------------------------- | ------------------------------------------- | ----------------------------- | ---------------------------------------- | ---------------------- | ---------------------------------------- | ----------------------- | ---------------------- | ---------------------------------------- | -------------------------- | -------------------------- | -------------------------- | ---------------------------- | ------------------------- | -------------------------- | ----------------------------------------- | ----------------------------------------- | ----------------------- | -------------------------------------- | -------------------------------------- | -------------------------- | ------------------------------ | ------------------------------ | ------------------------- | ------------------------- | ----------------------------------------- | ----------------------------------------- | --------------------------- |
|             | Federica                      | Immune                           | Immune                        | Igor, Manfredi e Valentina Luigi            | 1                             | Kevin e Mary Rebecca e Simone            | 4                      | Manfredi e Valentina Verdiana            | 6                       | Jessica                | Kevin Luigi                              | 5                          | Luigi                      | Luigi                      | Kevin Rebecca e Simone       | 0                         | Jessica                    | Kevin Valentina                           | 7                                         | Jessica                 | Kevin Manfredi                         | 2                                      | Nominata                   | In finale                      | In finale                      | In finale                 | In finale                 | Vincitrice (Giorno 78)                    | Vincitrice (Giorno 78)                    | 25                          |
|             | Manfredi                      | Giovanni e Verdiana Kevin e Mary | 3                             | Alessandro e Federica Luigi                 | 5                             | Alessandro e Federica Rebecca e Simone   | 0                      | Alessandro e Federica Jessica e Lidia    | 4                       | Kevin                  | Alessandro e Federica Jessica            | 0                          | Simone                     | 0                          | Jessica Rebecca e Simone     | 1                         | Alessandro e Federica      | Federica Jessica                          | 4                                         | Kevin                   | Federica Jessica                       | 3                                      | Salvo                      | Jessica Livio                  | 3                              | In finale                 | In finale                 | Secondo classificato (Giorno 78)          | Secondo classificato (Giorno 78)          | 23                          |
|             | Simone                        | Igor e Manfredi Luigi e Peppe    | 1                             | Igor, Manfredi e Valentina Luigi            | 4                             | Alessandro e Federica Barbara e Rossella | 7                      | Alessandro e Federica Barbara e Rossella | 3                       | Luigi                  | Alessandro e Federica Barbara e Rossella | 3                          | Luigi                      | 2                          | Barbara Manfredi e Valentina | 10                        | Manfredi e Valentina       | Manfredi Valentina                        | 2                                         | Rebecca                 | Alessandro Livio                       | 5                                      | In finale                  | In finale                      | In finale                      | In finale                 | In finale                 | Terzo classificato (Giorno 78)            | Terzo classificato (Giorno 78)            | 37                          |
|             | Alessandro                    | Immune                           | Immune                        | Igor, Manfredi e Valentina Luigi            | 1                             | Kevin e Mary Rebecca e Simone            | 4                      | Manfredi e Valentina Verdiana            | 6                       | Jessica                | Kevin Luigi                              | 5                          | Diego                      | 0                          | Kevin Rebecca e Simone       | 0                         | Jessica                    | Federica Simone                           | 0                                         | Manfredi                | Kevin Simone                           | 3                                      | Federica                   | Kevin Livio                    | 1                              | Jessica                   | In finale                 | Quarto classificato (Giorno 78)           | Quarto classificato (Giorno 78)           | 20                          |
|             | Kevin                         | Igor e Manfredi Luigi e Peppe    | 6                             | Barbara e Rossella Luigi                    | 4                             | Barbara e Rossella Luigi                 | 6                      | Jessica e Lidia Luigi                    | 0                       | Rebecca e Simone       | Barbara e Rossella Luigi                 | 1                          | Luigi                      | 0                          | Barbara Diego                | 2                         | Salvato                    | Federica Manfredi                         | 3                                         | Simone                  | Alessandro Livio                       | 6                                      | Livio                      | Alessandro Rebecca             | 6                              | Jessica                   | Per la finale             | Quinto classificato (Giorno 78)           | Quinto classificato (Giorno 78)           | 33                          |
|             | Jessica                       | Giovanni e Verdiana Kevin e Mary | 0                             | Giovanni e Verdiana Kevin e Mary            | 0                             | Kevin e Mary Rebecca e Simone            | 0                      | Manfredi e Valentina Rebecca e Simone    | 6                       | Barbara e Rossella     | Luigi Rebecca e Simone                   | 1                          | Simone                     | Simone                     | Diego Rebecca e Simone       | 1                         | Kevin                      | Rebecca Simone                            | 3                                         | Alessandro              | Manfredi Simone                        | 2                                      | Rebecca                    | Manfredi Rebecca               | 3                              | Alessandro                | Per la finale             | Eliminata (Giorno 71)                     | Eliminata (Giorno 71)                     | 16                          |
| Livio       | Livio                         | Non in casa                      | Non in casa                   | Non in casa                                 | Non in casa                   | Non in casa                              | Non in casa            | Non in casa                              | Non in casa             | Non in casa            | Non in casa                              | Non in casa                | Non in casa                | Non in casa                | Non in casa                  | Non in casa               | Immune                     | Immune                                    | Immune                                    | Non salvato             | Manfredi Simone                        | 3                                      | Nominato                   | Kevin Manfredi                 | 2                              | Alessandro                | Eliminati (Giorno 71)     | Eliminati (Giorno 71)                     | Eliminati (Giorno 71)                     | 5                           |
|             | Rebecca                       | Igor e Manfredi Luigi e Peppe    | 1                             | Igor, Manfredi e Valentina Luigi            | 4                             | Alessandro e Federica Barbara e Rossella | 7                      | Alessandro e Federica Jessica e Lidia    | 3                       | Luigi                  | Alessandro e Federica Barbara e Rossella | 3                          | Luigi                      | Luigi                      | Barbara Manfredi e Valentina | 10                        | Manfredi e Valentina       | Jessica Kevin                             | 2                                         | Salvata                 | Jessica Kevin                          | 0                                      | Nominata                   | Jessica Kevin                  | 3                              | Alessandro                | Eliminati (Giorno 71)     | Eliminati (Giorno 71)                     | Eliminati (Giorno 71)                     | 33                          |
|             | Diego                         | Non in casa                      | Non in casa                   | Non in casa                                 | Non in casa                   | In Garage                                | In Garage              | Immune                                   | Immune                  | Non salvato            | Alessandro e Federica Luigi              | 0                          | Luigi                      | 1                          | Kevin Rebecca e Simone       | 3                         | Non salvato                | In Garage                                 | In Garage                                 | Federica                | Eliminato (Giorno 57)                  | Eliminato (Giorno 57)                  | Eliminato (Giorno 57)      | Eliminato (Giorno 57)          | Eliminato (Giorno 57)          | Eliminato (Giorno 57)     | Eliminato (Giorno 57)     | Eliminato (Giorno 57)                     | Eliminato (Giorno 57)                     | 5                           |
|             | Luigi                         | Giovanni e Verdiana Kevin e Mary | 6                             | Igor, Manfredi e Valentina Rebecca e Simone | 9                             | Kevin e Mary Rebecca e Simone            | 1                      | Alessandro e Federica Jessica e Lidia    | 4                       | Salvato                | Alessandro e Federica Barbara e Rossella | 8                          | Simone                     | 3                          | In Garage                    | In Garage                 | In Garage                  | In Garage                                 | In Garage                                 | Eliminato (Giorno 57)   | Eliminato (Giorno 57)                  | Eliminato (Giorno 57)                  | Eliminato (Giorno 57)      | Eliminato (Giorno 57)          | Eliminato (Giorno 57)          | Eliminato (Giorno 57)     | Eliminato (Giorno 57)     | Eliminato (Giorno 57)                     | Eliminato (Giorno 57)                     | 31                          |
|             | Valentina                     | Immune                           | Immune                        | Alessandro e Federica Luigi                 | 5                             | Alessandro e Federica Rebecca e Simone   | 0                      | Alessandro e Federica Jessica e Lidia    | 4                       | Kevin                  | Alessandro e Federica Jessica            | 0                          | Luigi                      | Luigi                      | Jessica Rebecca e Simone     | 1                         | Alessandro e Federica      | Federica Jessica                          | 3                                         | Eliminata (Giorno 57)   | Eliminata (Giorno 57)                  | Eliminata (Giorno 57)                  | Eliminata (Giorno 57)      | Eliminata (Giorno 57)          | Eliminata (Giorno 57)          | Eliminata (Giorno 57)     | Eliminata (Giorno 57)     | Eliminata (Giorno 57)                     | Eliminata (Giorno 57)                     | 13                          |
|             | Barbara                       | Kevin e Mary Rebecca e Simone    | 0                             | Kevin e Mary Rebecca e Simone               | 1                             | Kevin e Mary Rebecca e Simone            | 3                      | Luigi Rebecca e Simone                   | 0                       | Manfredi e Valentina   | Luigi Rebecca e Simone                   | 6                          | Simone                     | Simone                     | Diego Rebecca e Simone       | 4                         | Eliminata (Giorno 50)      | Eliminata (Giorno 50)                     | Eliminata (Giorno 50)                     | Eliminata (Giorno 50)   | Eliminata (Giorno 50)                  | Eliminata (Giorno 50)                  | Eliminata (Giorno 50)      | Eliminata (Giorno 50)          | Eliminata (Giorno 50)          | Eliminata (Giorno 50)     | Eliminata (Giorno 50)     | Eliminata (Giorno 50)                     | Eliminata (Giorno 50)                     | 14                          |
| Rossella    | Kevin e Mary Rebecca e Simone | 0                                | Kevin e Mary Rebecca e Simone | 1                                           | Kevin e Mary Rebecca e Simone | 3                                        | Luigi Rebecca e Simone | 0                                        | Manfredi e Valentina    | Luigi Rebecca e Simone | 6                                        | Eliminata (Giorno 43)      | Eliminata (Giorno 43)      | Eliminata (Giorno 43)      | Eliminata (Giorno 43)        | Eliminata (Giorno 43)     | Eliminata (Giorno 43)      | Eliminata (Giorno 43)                     | Eliminata (Giorno 43)                     | Eliminata (Giorno 43)   | Eliminata (Giorno 43)                  | Eliminata (Giorno 43)                  | Eliminata (Giorno 43)      | Eliminata (Giorno 43)          | Eliminata (Giorno 43)          | Eliminata (Giorno 43)     | Eliminata (Giorno 43)     | Eliminata (Giorno 43)                     | 10                                        |                             |
|             | Verdiana                      | Igor e Manfredi Luigi e Peppe    | 5                             | Igor, Manfredi e Valentina Luigi            | 1                             | Immune                                   | Immune                 | Alessandro e Federica Luigi              | 1                       | Non salvata            | Eliminata (Giorno 36)                    | Eliminata (Giorno 36)      | Eliminata (Giorno 36)      | Eliminata (Giorno 36)      | Eliminata (Giorno 36)        | Eliminata (Giorno 36)     | Eliminata (Giorno 36)      | Eliminata (Giorno 36)                     | Eliminata (Giorno 36)                     | Eliminata (Giorno 36)   | Eliminata (Giorno 36)                  | Eliminata (Giorno 36)                  | Eliminata (Giorno 36)      | Eliminata (Giorno 36)          | Eliminata (Giorno 36)          | Eliminata (Giorno 36)     | Eliminata (Giorno 36)     | Eliminata (Giorno 36)                     | Eliminata (Giorno 36)                     | 7                           |
|             | Lidia                         | Giovanni e Verdiana Kevin e Mary | 0                             | Giovanni e Verdiana Kevin e Mary            | 0                             | Kevin e Mary Rebecca e Simone            | 0                      | Manfredi e Valentina Rebecca e Simone    | 6                       | Eliminata (Giorno 36)  | Eliminata (Giorno 36)                    | Eliminata (Giorno 36)      | Eliminata (Giorno 36)      | Eliminata (Giorno 36)      | Eliminata (Giorno 36)        | Eliminata (Giorno 36)     | Eliminata (Giorno 36)      | Eliminata (Giorno 36)                     | Eliminata (Giorno 36)                     | Eliminata (Giorno 36)   | Eliminata (Giorno 36)                  | Eliminata (Giorno 36)                  | Eliminata (Giorno 36)      | Eliminata (Giorno 36)          | Eliminata (Giorno 36)          | Eliminata (Giorno 36)     | Eliminata (Giorno 36)     | Eliminata (Giorno 36)                     | Eliminata (Giorno 36)                     | 6                           |
|             | Mary                          | Igor e Manfredi Luigi e Peppe    | 6                             | Barbara e Rossella Luigi                    | 4                             | Barbara e Rossella Luigi                 | 6                      | Eliminata (Giorno 29)                    | Eliminata (Giorno 29)   | Eliminata (Giorno 29)  | Eliminata (Giorno 29)                    | Eliminata (Giorno 29)      | Eliminata (Giorno 29)      | Eliminata (Giorno 29)      | Eliminata (Giorno 29)        | Eliminata (Giorno 29)     | Eliminata (Giorno 29)      | Eliminata (Giorno 29)                     | Eliminata (Giorno 29)                     | Eliminata (Giorno 29)   | Eliminata (Giorno 29)                  | Eliminata (Giorno 29)                  | Eliminata (Giorno 29)      | Eliminata (Giorno 29)          | Eliminata (Giorno 29)          | Eliminata (Giorno 29)     | Eliminata (Giorno 29)     | Eliminata (Giorno 29)                     | Eliminata (Giorno 29)                     | 16                          |
|             | Igor                          | Giovanni e Verdiana Kevin e Mary | 3                             | Alessandro e Federica Luigi                 | 5                             | Eliminato (Giorno 22)                    | Eliminato (Giorno 22)  | Eliminato (Giorno 22)                    | Eliminato (Giorno 22)   | Eliminato (Giorno 22)  | Eliminato (Giorno 22)                    | Eliminato (Giorno 22)      | Eliminato (Giorno 22)      | Eliminato (Giorno 22)      | Eliminato (Giorno 22)        | Eliminato (Giorno 22)     | Eliminato (Giorno 22)      | Eliminato (Giorno 22)                     | Eliminato (Giorno 22)                     | Eliminato (Giorno 22)   | Eliminato (Giorno 22)                  | Eliminato (Giorno 22)                  | Eliminato (Giorno 22)      | Eliminato (Giorno 22)          | Eliminato (Giorno 22)          | Eliminato (Giorno 22)     | Eliminato (Giorno 22)     | Eliminato (Giorno 22)                     | Eliminato (Giorno 22)                     | 8                           |
|             | Giovanni                      | Igor e Manfredi Luigi e Peppe    | 5                             | Igor, Manfredi e Valentina Luigi            | 1                             | Ritirato (Giorno 22)                     | Ritirato (Giorno 22)   | Ritirato (Giorno 22)                     | Ritirato (Giorno 22)    | Ritirato (Giorno 22)   | Ritirato (Giorno 22)                     | Ritirato (Giorno 22)       | Ritirato (Giorno 22)       | Ritirato (Giorno 22)       | Ritirato (Giorno 22)         | Ritirato (Giorno 22)      | Ritirato (Giorno 22)       | Ritirato (Giorno 22)                      | Ritirato (Giorno 22)                      | Ritirato (Giorno 22)    | Ritirato (Giorno 22)                   | Ritirato (Giorno 22)                   | Ritirato (Giorno 22)       | Ritirato (Giorno 22)           | Ritirato (Giorno 22)           | Ritirato (Giorno 22)      | Ritirato (Giorno 22)      | Ritirato (Giorno 22)                      | Ritirato (Giorno 22)                      | 6                           |
|             | Peppe                         | Giovanni e Verdiana Kevin e Mary | 6                             | Eliminato (Giorno 15)                       | Eliminato (Giorno 15)         | Eliminato (Giorno 15)                    | Eliminato (Giorno 15)  | Eliminato (Giorno 15)                    | Eliminato (Giorno 15)   | Eliminato (Giorno 15)  | Eliminato (Giorno 15)                    | Eliminato (Giorno 15)      | Eliminato (Giorno 15)      | Eliminato (Giorno 15)      | Eliminato (Giorno 15)        | Eliminato (Giorno 15)     | Eliminato (Giorno 15)      | Eliminato (Giorno 15)                     | Eliminato (Giorno 15)                     | Eliminato (Giorno 15)   | Eliminato (Giorno 15)                  | Eliminato (Giorno 15)                  | Eliminato (Giorno 15)      | Eliminato (Giorno 15)          | Eliminato (Giorno 15)          | Eliminato (Giorno 15)     | Eliminato (Giorno 15)     | Eliminato (Giorno 15)                     | Eliminato (Giorno 15)                     | 6                           |
|             |                               |                                  |                               |                                             |                               |                                          |                        |                                          |                         |                        |                                          |                            |                            |                            |                              |                           |                            |                                           |                                           |                         |                                        |                                        |                            |                                |                                |                           |                           |                                           |                                           |                             |
| Annotazioni | Annotazioni                   | Vedi nota 1                      | Vedi nota 1                   | Vedi nota 2                                 | Vedi nota 2                   | Vedi nota 3                              | Vedi nota 3            | Vedi nota 4                              | Vedi nota 4             | Vedi nota 5            | Vedi nota 5                              | Vedi nota 5                | Vedi nota 6                | Vedi nota 6                | Vedi nota 6                  | Vedi nota 6               | Vedi nota 7                | Vedi nota 7                               | Vedi nota 7                               | Vedi nota 8             | Vedi nota 8                            | Vedi nota 8                            | Vedi nota 9                | Vedi nota 9                    | Vedi nota 9                    | Vedi nota 10              | Vedi nota 10              | Vedi nota 11                              | Vedi nota 11                              |                             |
| Nominati    | Nominati                      | Kevin Peppe                      | Kevin Peppe                   | Igor Luigi                                  | Igor Luigi                    | Alessandro Mary Simone                   | Alessandro Mary Simone | Federica Lidia                           | Federica Lidia          | Diego Verdiana         | Federica Luigi Rossella                  | Federica Luigi Rossella    | Luigi Simone               | Luigi Simone               | Barbara Diego Simone         | Barbara Diego Simone      | Nessuno                    | Federica Jessica Kevin Manfredi Valentina | Federica Jessica Kevin Manfredi Valentina | Diego Luigi             | Alessandro Kevin Livio Manfredi Simone | Alessandro Kevin Livio Manfredi Simone | Federica Livio Rebecca     | Jessica Kevin Manfredi Rebecca | Jessica Kevin Manfredi Rebecca | Jessica Rebecca           | Jessica Kevin             | Alessandro Federica Kevin Manfredi Simone | Alessandro Federica Kevin Manfredi Simone |                             |
| Nominati    | Nominati                      | Kevin Peppe                      | Kevin Peppe                   | Igor Luigi                                  | Igor Luigi                    | Alessandro Mary Simone                   | Alessandro Mary Simone | Federica Lidia                           | Federica Lidia          | Diego Verdiana         | Federica Luigi Rossella                  | Federica Luigi Rossella    | Luigi Simone               | Luigi Simone               | Barbara Diego Simone         | Barbara Diego Simone      | Nessuno                    | Federica Jessica Kevin Manfredi Valentina | Federica Jessica Kevin Manfredi Valentina | Diego Livio             | Alessandro Kevin Livio Manfredi Simone | Alessandro Kevin Livio Manfredi Simone | Federica Livio Rebecca     | Jessica Kevin Manfredi Rebecca | Jessica Kevin Manfredi Rebecca | Kevin Livio               | Jessica Kevin             | Alessandro Federica Kevin Manfredi Simone | Alessandro Federica Kevin Manfredi Simone |                             |
| Ritirati    | Ritirati                      | Nessuno                          | Nessuno                       | Giovanni                                    | Giovanni                      | Nessuno                                  | Nessuno                | Nessuno                                  | Nessuno                 | Nessuno                | Nessuno                                  | Nessuno                    | Nessuno                    | Nessuno                    | Nessuno                      | Nessuno                   | Nessuno                    | Nessuno                                   | Nessuno                                   | Nessuno                 | Nessuno                                | Nessuno                                | Nessuno                    | Nessuno                        | Nessuno                        | Nessuno                   | Nessuno                   | Nessuno                                   | Nessuno                                   |                             |
| Espulsi     | Espulsi                       | Nessuno                          | Nessuno                       | Nessuno                                     | Nessuno                       | Nessuno                                  | Nessuno                | Nessuno                                  | Nessuno                 | Nessuno                | Nessuno                                  | Nessuno                    | Nessuno                    | Nessuno                    | Nessuno                      | Nessuno                   | Nessuno                    | Nessuno                                   | Nessuno                                   | Nessuno                 | Nessuno                                | Nessuno                                | Nessuno                    | Nessuno                        | Nessuno                        | Nessuno                   | Nessuno                   | Nessuno                                   | Nessuno                                   |                             |
| Eliminati   | Eliminati                     | Peppe 73% per eliminare          | Peppe 73% per eliminare       | Igor 53% per eliminare                      | Igor 53% per eliminare        | Mary 54% per eliminare                   | Mary 54% per eliminare | Lidia 75% per eliminare                  | Lidia 75% per eliminare | Verdiana               | Rossella 73% per eliminare               | Rossella 73% per eliminare | Luigi trasferito in garage | Luigi trasferito in garage | Barbara 61% per eliminare    | Barbara 61% per eliminare | Diego trasferito in garage | Valentina 58% per eliminare               | Valentina 58% per eliminare               | Luigi 54% per eliminare | Simone 47% per la finale               | Simone 47% per la finale               | Federica 89% per la finale | Manfredi 42% per la finale     | Manfredi 42% per la finale     | Rebecca 17% per la finale | Kevin 69% per la finale   | Kevin 4% su 5                             | Alessandro 5% su 5                        |                             |
| Eliminati   | Eliminati                     | Peppe 73% per eliminare          | Peppe 73% per eliminare       | Igor 53% per eliminare                      | Igor 53% per eliminare        | Mary 54% per eliminare                   | Mary 54% per eliminare | Lidia 75% per eliminare                  | Lidia 75% per eliminare | Verdiana               | Rossella 73% per eliminare               | Rossella 73% per eliminare | Luigi trasferito in garage | Luigi trasferito in garage | Barbara 61% per eliminare    | Barbara 61% per eliminare | Diego trasferito in garage | Valentina 58% per eliminare               | Valentina 58% per eliminare               | Luigi 54% per eliminare | Simone 47% per la finale               | Simone 47% per la finale               | Federica 89% per la finale | Manfredi 42% per la finale     | Manfredi 42% per la finale     | Rebecca 17% per la finale | Kevin 69% per la finale   | Simone 16% su 3                           | Manfredi 12% su 2                         |                             |
| Eliminati   | Eliminati                     | Peppe 73% per eliminare          | Peppe 73% per eliminare       | Igor 53% per eliminare                      | Igor 53% per eliminare        | Mary 54% per eliminare                   | Mary 54% per eliminare | Lidia 75% per eliminare                  | Lidia 75% per eliminare | Verdiana               | Rossella 73% per eliminare               | Rossella 73% per eliminare | Luigi trasferito in garage | Luigi trasferito in garage | Barbara 61% per eliminare    | Barbara 61% per eliminare | Diego trasferito in garage | Valentina 58% per eliminare               | Valentina 58% per eliminare               | Diego 56% per eliminare | Simone 47% per la finale               | Simone 47% per la finale               | Federica 89% per la finale | Manfredi 42% per la finale     | Manfredi 42% per la finale     | Livio 25% per la finale   | Jessica 31% per la finale | Simone 16% su 3                           | Manfredi 12% su 2                         |                             |
| Eliminati   | Eliminati                     | Peppe 73% per eliminare          | Peppe 73% per eliminare       | Igor 53% per eliminare                      | Igor 53% per eliminare        | Mary 54% per eliminare                   | Mary 54% per eliminare | Lidia 75% per eliminare                  | Lidia 75% per eliminare | Verdiana               | Rossella 73% per eliminare               | Rossella 73% per eliminare | Luigi trasferito in garage | Luigi trasferito in garage | Barbara 61% per eliminare    | Barbara 61% per eliminare | Diego trasferito in garage | Valentina 58% per eliminare               | Valentina 58% per eliminare               | Diego 56% per eliminare | Simone 47% per la finale               | Simone 47% per la finale               | Federica 89% per la finale | Manfredi 42% per la finale     | Manfredi 42% per la finale     | Livio 25% per la finale   | Jessica 31% per la finale | Federica 88% per vincere                  |                                           |                             |

- Nota 1: Nella prima puntata è stato aperto un televoto tra Kevin e Roberto, entrambi già concorrenti nella casa galleggiante insieme a Mary, per decretare il compagno di squadra di Mary. Il risultato del televoto è: Kevin 58%, Roberto 42%.
- Nota 2: Valentina in qualità di nuova concorrente è immune dalle nomination. Alessandro e Federica essendo entrati in casa dopo essere stati una settimana soli in garage, sono immuni dalle nomination. Le coppie più votate sono risultate: Peppe e Luigi, Mary e Kevin. Tra loro decidono che al televoto dovranno andarci Peppe e Kevin. Il risultato del televoto è: Peppe 73%, Kevin 27%.
- Nota 3: I più votati risultano essere Luigi e il terzetto formato da Igor, Manfredi e Valentina. Luigi è automaticamente al televoto mentre, il terzetto, sceglie di mandare al televoto Igor. Il risultato del televoto è: Igor 53,35%, Luigi 46,65%. Nella quarta puntata, Giovanni, per motivi lavorativi, abbandona definitivamente la casa del Grande Fratello.
- Nota 4: Verdiana è immune dalle nomination, perché è rimasta senza compagno di gioco. I più votati risultano essere: Alessandro e Federica, Kevin e Mary, Rebecca e Simone. Tra di loro decidono che al televoto dovranno andarci Alessandro, Mary e Simone. Il risultato del televoto è: Mary 54%, Simone 29%, Alessandro 17%.
- Nota 5: Diego in qualità di nuovo concorrente è immune dalle nomination. I più votati risultano essere: Lidia e Jessica, Alessandro e Federica. Tra di loro decidono che al televoto dovranno andarci Lidia e Federica. Il risultato del televoto è: Lidia 75%, Federica 25%.
- Nota 6: Durante la puntata i ragazzi devono affrontare una seconda eliminazione tramite una catena di salvataggi. Il concorrente salvato dalla nomination, ovvero Federica (automaticamente insieme a Alessandro) deve decidere una delle coppie da salvare così da dare inizio alla catena. L'ultima coppia rimasta, ossia quella formata da Diego e Verdiana, dovrà scegliere quale componente eliminare, in questo caso Verdiana, che dovrà abbandonare la casa immediatamente. Per le nomination settimanali, i più votati risultano essere Luigi, Barbara e Rossella, Alessandro e Federica. Luigi è automaticamente al televoto, mentre Rossella e Federica si aggiungono volontariamente. Il risultato del televoto è: Rossella 73%, Luigi 21%, Federica 6%.
- Nota 7: Durante la puntata i ragazzi devono affrontare una seconda eliminazione che riguarda solo i maschi della Casa. I concorrenti maschi più votati, Luigi e Simone, sono a rischio eliminazione ed è compito delle donne decidere chi eliminare: per 3 voti a 2, Luigi deve abbandonare la Casa, ma non è eliminato definitivamente; infatti, senza che gli altri concorrenti lo sappiano, Luigi proseguirà il gioco nel Garage. Per le nomination settimanali, i più votati risultano essere Barbara, Diego e Rebecca e Simone. Barbara e Diego sono automaticamente al televoto, mentre Simone si aggiunge volontariamente. Il risultato del televoto è: Barbara 61%, Diego 33%, Simone 6%.
- Nota 8: Durante la puntata i ragazzi devono affrontare una seconda eliminazione tramite una catena di salvataggi. Il concorrente meno votato della nomination, ovvero Simone (automaticamente insieme a Rebecca) deve scegliere una delle coppie da salvare così da dare inizio alla catena. L'ultimo concorrente rimasto, essendo un singolo, cioè Diego, tuttavia, non è eliminato definitivamente; infatti, senza che gli altri concorrenti lo sappiano, Diego proseguirà il gioco nel Garage insieme a Luigi. Livio in qualità di nuovo concorrente è immune dalle nomination. A partire da questa settimana le coppie sono sciolte definitivamente, per cui ha inizio un tutti-contro-tutti. I più votati risultano essere: Federica, Jessica, Kevin, Manfredi e Valentina che, quindi, vanno al ballottaggio settimanale. Il risultato del televoto è: Valentina 58%, Federica 15%, Manfredi 11%, Kevin 9%, Jessica 7%.
- Nota 9: Durante la puntata viene aperto un televoto tra Luigi e Diego, i due eliminati della puntate precedenti. Il risultato del televoto è: Luigi 54%, Diego 46%. Durante la puntata i ragazzi devono affrontare una terza eliminazione. Diego rientra in casa, il quale dà il via a una catena di salvataggio che porterà ad un nuovo televoto che comprenderà anche lui. Il concorrente che non è stato salvato è Livio che va al televoto con Diego. Il risultato del televoto è: Diego 56%, Livio 44%. Per le nomination settimanali, i ragazzi nominano pensando di votare per eliminare, invece il pubblico sceglierà il primo finalista. I più votati risultano essere: Kevin, Simone, Alessandro, Livio e Manfredi. Il risultato del televoto è: Simone 47%, Manfredi 29%, Alessandro 16%, Livio 4%, Kevin 4%.
- Nota 10: Durante la puntata vi è una la scelta del secondo finalista, che i ragazzi pensano sia un'eliminazione ma in realtà è tutt'altro. I candidati al televoto sono: Rebecca, Federica e Livio, il pubblico ovviamente sceglierà il secondo finalista. Il risultato del televoto è: Federica 89%, Rebecca 7%, Livio 4%. Per 0 nomination settimanali, i ragazzi nominano pensando di votare per eliminare, invece il pubblico sceglierà il terzo finalista. I più votati risultano essere: Kevin, Rebecca, Jessica e Manfredi. Il risultato del televoto è: Manfredi 42%, Kevin 38%, Jessica 16%, Rebecca 4%.
- Nota 11: Durante la puntata i ragazzi tramite votazioni decretano il quarto finalista che è Alessandro. Quest'ultimo dà il via a due duelli, il primo che tratta di Jessica e Rebecca, l'altro riguarda Kevin e Livio, il pubblico voterà per scegliere i due candidati ad essere il quinto finalista. Il risultato del primo televoto è: Jessica 83%, Rebecca 17%. Il risultato del secondo televoto è: Kevin 75%, Livio 25%. Jessica e Kevin arrivano in studio e scoprono di essere candidati alla finale, viene aperto un nuovo televoto dal quale Kevin ne esce vittorioso e perciò è il quinto finalista. Il risultato del televoto è: Kevin 69%, Jessica 31%.
- Nota 12: Simone, Federica, Manfredi, Alessandro e Kevin sono i cinque finalisti. Il televoto deciderà il vincitore di questa quattordicesima edizione. I risultati dei televoti sono Kevin 4%, Alessandro 5%, Simone 14%, Manfredi 20%, Federica 57%; Simone 16%, Manfredi 22%, Federica 62%; Manfredi 12%, Federica 88%. Federica è la vincitrice della quattordicesima edizione del Grande Fratello.

## Ospiti
| Puntata    | Messa in onda                  | Ospiti                |
| ---------- | ------------------------------ | --------------------- |
| 1          | 24 settembre 2015              | –                     |
| 2          | 1º ottobre 2015                | –                     |
| 3          | 8 ottobre 2015                 | –                     |
| 4          | 15 ottobre 2015 Luca Argentero | –                     |
| 5          | 22 ottobre 2015                | Rocco Siffredi        |
| 6          | 29 ottobre 2015                | Rocco Siffredi        |
| 7          | 5 novembre 2015                | Francesco Facchinetti |
| 8          | 12 novembre 2015               | –                     |
| 9          | 19 novembre 2015               | –                     |
| 10         | 26 novembre 2015               | –                     |
| Semifinale | 3 dicembre 2015                | –                     |
| Finale     | 10 dicembre 2015               | The Kolors            |

## Ascolti

### Prima serata
| Puntata    | Messa in onda     | Telespettatori | Share  |
| ---------- | ----------------- | -------------- | ------ |
| 1          | 24 settembre 2015 | 3 428 000      | 19,21% |
| 2          | 1º ottobre 2015   | 3 380 000      | 18,00% |
| 3          | 8 ottobre 2015    | 3 700 000      | 19,73% |
| 4          | 15 ottobre 2015   | 3 328 000      | 17,58% |
| 5          | 22 ottobre 2015   | 3 059 000      | 16,79% |
| 6          | 29 ottobre 2015   | 3 416 000      | 18,14% |
| 7          | 5 novembre 2015   | 3 244 000      | 17,51% |
| 8          | 12 novembre 2015  | 3 491 000      | 18,35% |
| 9          | 19 novembre 2015  | 3 481 000      | 18,49% |
| 10         | 26 novembre 2015  | 3 490 000      | 18,45% |
| Semifinale | 3 dicembre 2015   | 3 951 000      | 20,63% |
| Finale     | 10 dicembre 2015  | 4 308 000      | 22,01% |
| Media      | Media             | 3 523 000      | 18,74% |

### Ascolti giornalieri
Italia 1
In questa tabella, sono indicati i risultati in termini di ascolto della striscia quotidiana andata in onda dal lunedì al venerdì su Italia 1 dalle 13:00 fino alla quarta settimana e dalle 13:40 a partire dalla quinta settimana.

| Italia 1          | Settimana 1     | Settimana 2   | Settimana 3   | Settimana 4   | Settimana 5   | Settimana 6   | Settimana 7   | Settimana 8   | Settimana 9     | Settimana 10  | Settimana 11  |
| ----------------- | --------------- | ------------- | ------------- | ------------- | ------------- | ------------- | ------------- | ------------- | --------------- | ------------- | ------------- |
| Venerdì           | 997 000 6,85%   | 947 000 6,15% | 815 000 5,48% | --            | --            | 896 000 5,57% | 857 000 5,32% | 816 000 4,94% | 838 000 4,85%   | 823 000 5,00% | 914 000 5,64% |
| Sabato            | 952 000 6,03%   | 968 000 5,88% | 864 000 5,01% | --            | --            | 827 000 4,80% | 717 000 4,12% | 652 000 3,28% | 1 007 000 5,03% | 655 000 3,48% | 725 000 4,02% |
| Domenica          | 634 000 3,82%   | 623 000 3,54% | 575 000 3,26% | --            | --            | 595 000 3,41% | 449 000 2,30% | 698 000 3,78% | 701 000 3,60%   | 733 000 3,93% | 591 000 3,24% |
| Lunedì            | 1 054 000 7,11% | 986 000 6,55% | 897 000 5,85% | --            | --            | 706 000 4,17% | 798 000 4,60% | 800 000 4,88% | 883 000 5,13%   | 774 000 4,72% | 820 000 4,70% |
| Martedì           | 973 000 6,62%   | 899 000 5,99% | 894 000 5,84% | --            | 770 000 4,88% | 870 000 5,42% | 925 000 5,73% | 938 000 5,64% | 876 000 5,27%   | 799 000 5,03% | 866 000 4,72% |
| Mercoledì         | 828 000 5,66%   | 866 000 5,73% | --            | --            | 792 000 4,86% | 799 000 5,02% | 751 000 4,80% | 732 000 4,32% | 1 059 000 6,10% | 839 000 5,25% | 954 000 6,11% |
| Giovedì           | 895 000 5,94%   | 740 000 5,01% | --            | --            | 748 000 4,37% | 893 000 5,67% | 948 000 6,04% | 778 000 4,82% | 944 000 5,54%   | 890 000 5,47% | 906 000 5,71% |
| Media Settimanale | 905 000 6,00%   | 861 000 5,55% | --            | --            | --            | 798 000 4,87% | 778 000 4,70% | 773 000 4,52% | 901 000 5,07%   | 788 000 4,70% | 825 000 4,87% |
| Media Finale      | 828 000 5,03%   | 828 000 5,03% | 828 000 5,03% | 828 000 5,03% | 828 000 5,03% | 828 000 5,03% | 828 000 5,03% | 828 000 5,03% | 828 000 5,03%   | 828 000 5,03% | 828 000 5,03% |

Canale 5
In questa tabella sono indicati i risultati in termini di ascolto della striscia quotidiana andata in onda dal lunedì al venerdì su Canale 5 dalle 16:05.

| Canale 5          | Settimana 1      | Settimana 2      | Settimana 3      | Settimana 4      | Settimana 5      | Settimana 6      | Settimana 7      | Settimana 8      | Settimana 9      | Settimana 10     | Settimana 11     |
| ----------------- | ---------------- | ---------------- | ---------------- | ---------------- | ---------------- | ---------------- | ---------------- | ---------------- | ---------------- | ---------------- | ---------------- |
| Venerdì           | 2 995 000 27,82% | 2 721 000 22,79% | 2 774 000 24,86% | --               | --               | 2 444 000 22,80% | 2 541 000 24,38% | 2 442 000 22,00% | 2 619 000 22,83% | 2 698 000 22,38% | 2 680 000 24,02% |
| Lunedì            | 2 965 000 26,42% | 3 011 000 28,02% | 2 900 000 27,38% | --               | --               | 2 198 000 20,98% | 2 452 000 23,20% | 2 565 000 22,89% | 2 721 000 22,16% | 2 878 000 24,91% | 2 321 000 19,74% |
| Martedì           | 2 916 000 25,99% | 2 813 000 25,05% | 2 794 000 24,58% | --               | 2 526 000 23,27% | 2 554 000 24,17% | 2 496 000 23,49% | 2 574 000 22,57% | 2 780 000 24,01% | 2 580 000 23,18% | 2 068 000 14,95% |
| Mercoledì         | 2 920 000 26,78% | 2 571 000 24,28% | --               | --               | 2 634 000 23,12% | 2 562 000 24,71% | 2 499 000 23,58% | 2 683 000 23,64% | 2 793 000 23,16% | 2 506 000 22,96% | 2 582 000 23,10% |
| Giovedì           | 2 820 000 23,96% | 2 724 000 26,18% | --               | --               | 2 610 000 23,13% | 2 369 000 23,52% | 2 599 000 24,04% | 2 789 000 24,30% | 2 769 000 23,16% | 2 634 000 23,93% | 2 577 000 23,37% |
| Media Settimanale | 2 923 000 26,19% | 2 768 000 25,26% | --               | -- --            | --               | 2 425 000 23,24% | 2 517 000 23,74% | 2 611 000 23,08% | 2 736 000 23,06% | 2 659 000 23,47% | 2 445 000 21,03% |
| Media Finale      | 2 635 000 23,63% | 2 635 000 23,63% | 2 635 000 23,63% | 2 635 000 23,63% | 2 635 000 23,63% | 2 635 000 23,63% | 2 635 000 23,63% | 2 635 000 23,63% | 2 635 000 23,63% | 2 635 000 23,63% | 2 635 000 23,63% |